# Taharana serrata
Taharana serrata är en insektsart som beskrevs av Nielson 1982. Taharana serrata ingår i släktet Taharana och familjen dvärgstritar. Inga underarter finns listade i Catalogue of Life.